# 柏合街道
柏合街道，原为柏合镇，是中华人民共和国四川省成都市龍泉驛區下辖的一个乡镇级行政单位。2019年12月，撤镇设街道。柏合街道办事处驻鲸龙路451号。

## 行政区划
柏合街道下辖以下地区：
梨花街社区、长远社区、黎明社区、东山社区、二河村、天灯村、马坝村、双碑村、爱国村、桂花村、工农村、东华村、健康村、宝狮村、元包村和长松村。